# 黑苞乳苣
黑苞乳苣（学名：Mulgedium lessertianum）是菊属乳苣属的植物。分布于尼泊尔、印度、巴基斯坦、锡金以及中国大陆的云南、西藏等地，生长于海拔2,700米至4,500米的地区，多生在山坡草地，目前尚未由人工引种栽培。

## 别名
高山苣（云南种子植物名录）

## 异名
- Lactuca lessertiana (DC.) Wall. ex C. B. Clarke